# Damien Johnson
Damien Michael Johnson (1978. november 18. Lisburn, Észak-Írország) északír labdarúgó, jelenleg a Birmingham City játékosa.

## Pályafutása
Első klubja a Blackburn Rovers volt, ahová 1997-ben igazolt. 1997. szeptember 30-án a Preston North End elleni Ligakupa mérkőzésen debütált a csapatban. 1998. január 28-án kölcsönadták a Nottingham Forest-hez, ahol 6 mérkőzésen játszott.

## Válogatott
Johnson 1999-től tagja az északír válogatottnak. Első mérkőzését 1999. május 29-én játszotta csereként beállva Írország ellen. Ezután több mérkőzésen – Finnország, Luxemburg, Málta és Magyarország ellen – is játszott csereként, mielőtt első teljes mérkőzését játszotta Jugoszlávia ellen 2000 augusztusában.